# Tyler Young
Pour les articles homonymes, voir Young.
Tyler Young est un acteur américain, né le 17 décembre 1990 à Chicago en Illinois. Il est notamment connu pour son rôle de Philip Shea dans la série Eyewitness, dirigé par Catherine Hardwicke.

## Biographie

### Jeunesse et formation
Tyler Young a le privilège de se former à l'école spécialisée « Acting Studio Chicago », The Second City ainsi qu'à l'école de théâtre de l'université de DePaul.

### Carrière
En 2013, Tyler Young interprète le personnage de J.P. dans les quarante-neuf épisodes de la série télévisée The Avatars jusqu’en 2014.
En 2014, il apparaît dans la série Empire sur FOX, ainsi que, dans la même année, les courts métrages The Ballad of Ronnie and Clive de Stephen Cone et The Last Hour de Philip Giancola.
En 2015, il joue dans un épisode de Chicago Fire sur NBC.
En 2016, il devient Philip Shea dans les dix épisodes de Eyewitness.
En 2017, il apparaît également dans le treizième épisode de la seconde saison de Code Black. Dans la même année, il est aperçu dans la série When We Rise sur ABC, dirigée par Gus Van Sant, ainsi que le court métrage Small Arms d’Arman Cole.
En 2019, il entame dans son premier long métrage d'horreur Polaroid de Lars Klevberg, aux côtés de Kathryn Prescott et Madelaine Petsch.

### Vie privée
Tyler Young est en couple avec Iliana Raykovsi.

## Filmographie

### Courts métrages
- 2014 : The Ballad of Ronnie and Clive de Stephen Cone : Sam
- 2014 : The Last Hour de Philip Giancola : Eric
- 2017 : Small Arms d’Arman Cole : Ethan

### Long métrage
- 2019 : Polaroid de Lars Klevberg : Connor Bell

### Séries télévisées
- 2013-2014 : The Avatars : J.P. (49 épisodes)
- 2014 : Chicago Fire : Jason Lullo (saison 3, épisode 9 : Arrest in Transit)
- 2015 : Empire : le fanatique timide (saison 1, épisode 11 : Die but Once)
- 2016 : Eyewitness : Philip Shea (10 épisodes)
- 2017 : Code Black : Jared (saison 2, épisode 13 : Unfinished Business)
- 2017 : When We Rise : Matt (saison 1, épisode 1 : Night I: Part I)